# Serixia andamanensis
Serixia andamanensis là một loài bọ cánh cứng trong họ Cerambycidae.